# Rotterdam Open 2009 - Qualificazioni singolare
Le qualificazioni del singolare del Rotterdam Open 2009 sono state un torneo di tennis preliminare per accedere alla fase finale della manifestazione. I vincitori dell'ultimo turno sono entrati di diritto nel tabellone principale. In caso di ritiro di uno o più giocatori aventi diritto a questi sono subentrati i lucky loser, ossia i giocatori che hanno perso nell'ultimo turno ma che avevano una classifica più alta rispetto agli altri partecipanti che avevano comunque perso nel turno finale.
Le qualificazioni del torneo prevedevano 16 partecipanti di cui 4 sono entrati nel tabellone principale.

## Teste di serie
1. Marc Gicquel (ultimo turno)
2. Tejmuraz Gabašvili (ultimo turno)
3. Arnaud Clément (Qualificato)
4. Serhij Stachovs'kyj (ultimo turno)

1. Olivier Rochus (primo turno)
2. Evgenij Korolëv (Qualificato)
3. Stéphane Bohli (primo turno)
4. Josselin Ouanna (primo turno)

## Qualificati
1. Laurent Recouderc
2. Stéphane Bohli

1. Arnaud Clément
2. Evgenij Korolëv

## Tabellone

### Legenda
| - Q = Qualificato - WC = Wild card - LL = Lucky loser | - ALT = Alternate - SE = Special Exempt - PR = Protected Ranking | - w/o = Walkover - r = Ritirato - d = Squalificato |

### Sezione 1
|  | Primo turno | Primo turno       | Primo turno       | Primo turno | Primo turno |  |  | Ultimo turno | Ultimo turno      | Ultimo turno      | Ultimo turno | Ultimo turno |  |
|  |             |                   |                   |             |             |  |  |              |                   |                   |              |              |  |
|  | 1           | Marc Gicquel      | 6                 | 4           | 7           |  |  |              |                   |                   |              |              |  |
|  |             | Matwé Middelkoop  | 2                 | 6           | 62          |  |  | 1            | Marc Gicquel      | Marc Gicquel      | 2            | 3            |  |
|  |             | Laurent Recouderc | Laurent Recouderc | 6           | 6           |  |  |              | Laurent Recouderc | Laurent Recouderc | 6            | 6            |  |
|  | 5           | Olivier Rochus    | Olivier Rochus    | 1           | 3           |  |  |              |                   |                   |              |              |  |

### Sezione 2
|  | Primo turno | Primo turno        | Primo turno     | Primo turno | Primo turno |  |  | Ultimo turno | Ultimo turno       | Ultimo turno | Ultimo turno | Ultimo turno |  |
|  |             |                    |                 |             |             |  |  |              |                    |              |              |              |  |
|  | 2           | Tejmuraz Gabašvili | 7               | 3           | 6           |  |  |              |                    |              |              |              |  |
|  |             | Santiago Giraldo   | 65              | 6           | 1           |  |  | 2            | Tejmuraz Gabašvili | 6            | 3            | 1            |  |
|  |             | Stéphane Bohli     | Stéphane Bohli  | 6           | 6           |  |  |              | Stéphane Bohli     | 4            | 6            | 6            |  |
|  | 7           | Benjamin Becker    | Benjamin Becker | 1           | 4           |  |  |              |                    |              |              |              |  |

### Sezione 3
|  | Primo turno | Primo turno       | Primo turno       | Primo turno | Primo turno |  |  | Ultimo turno | Ultimo turno    | Ultimo turno    | Ultimo turno | Ultimo turno |  |
|  |             |                   |                   |             |             |  |  |              |                 |                 |              |              |  |
|  | 3           | Arnaud Clément    | Arnaud Clément    | 6           | 7           |  |  |              |                 |                 |              |              |  |
|  |             | Danai Udomchoke   | Danai Udomchoke   | 0           | 5           |  |  | 3            | Arnaud Clément  | Arnaud Clément  | 7            | 6            |  |
|  |             | Josselin Ouanna   | Josselin Ouanna   | 6           | 6           |  |  |              | Josselin Ouanna | Josselin Ouanna | 62           | 2            |  |
|  | 8           | Mathieu Montcourt | Mathieu Montcourt | 2           | 4           |  |  |              |                 |                 |              |              |  |

### Sezione 4
|  | Primo turno | Primo turno            | Primo turno            | Primo turno | Primo turno |  |  | Ultimo turno | Ultimo turno        | Ultimo turno | Ultimo turno | Ultimo turno |  |
|  |             |                        |                        |             |             |  |  |              |                     |              |              |              |  |
|  | 4           | Serhij Stachovs'kyj    | Serhij Stachovs'kyj    | 6           | 6           |  |  |              |                     |              |              |              |  |
|  |             | Justin Eleveld         | Justin Eleveld         | 3           | 3           |  |  | 4            | Serhij Stachovs'kyj | 3            | 6            | 6            |  |
|  | 6           | Evgenij Korolëv        | Evgenij Korolëv        | 6           | 6           |  |  | 6            | Evgenij Korolëv     | 6            | 4            | 7            |  |
|  |             | Ignacio Coll-Riudavets | Ignacio Coll-Riudavets | 2           | 1           |  |  |              |                     |              |              |              |  |